# Johnson County (Missouri)
Johnson County is een county in de Amerikaanse staat Missouri.
De county heeft een landoppervlakte van 2.151 km² en telt 48.258 inwoners (volkstelling 2000). De hoofdplaats is Warrensburg.